# Victor Fenigstein
Victor Fenigstein (* 19. Dezember 1924 in Zürich; † 12. Januar 2022) war ein Schweizer Komponist und Klavierpädagoge.
Nach anfänglichem Violinunterricht lernte Fenigstein am Konservatorium seiner Vaterstadt Klavier bei Emil Frey und als Meisterschüler bei Edwin Fischer in Luzern. Als Komponist war er weitgehend Autodidakt, studierte aber, neben Philosophie und Ethnologie, Musikwissenschaft an der Universität Zürich. Am Beginn einer Pianistenkarriere stehend, wurde bei Fenigstein eine Multiple Sklerose diagnostiziert, was ihn dazu zwang, sich auf Komposition und Unterrichten zu beschränken. 1948 zog Fenigstein nach Luxemburg und übte dort bis 1985 eine Professur für Klavier am Musikkonservatorium aus.
Fenigstein komponierte Bühnen- und Orchestermusik, Lieder und Kammermusik, vor allem zahlreiche Stücke für Klavier:
- Victor Fenigstein, Instrumental and Orchestral Works, mit Alex Mullenbach und Maria Luisa Lopez-Vito (Klavier), Alexandre Magnin (Flöte) LP Apollo Sound, London 1974. AS 1019
- Die heilige Johanna der Schlachthöfe, Singspiel 5 Akte von Bertolt Brecht, auch engl. Fassung; 1986 in Augsburg uraufgeführt
- Die Mutter des Mörders, Singspiel für Mezzosopran, Bariton und einige Instrumente, Text Egon Erwin Kisch; 1987 in Bielefeld uraufgeführt
- Shakespeare's Sonnets I - CLIV. Music by Victor Fenigstein with a foreword by Hans Heinrich Meier, Luxembourg, Fonds Culturel National du Grand-Duché de Luxembourg o. J. [1990], VI, 193 S. Partitur. Faksimile; 1983 in Stuttgart uraufgeführt
- Sechs Tänze für Klarinettenquartett. (I. Thibaut von Vallormes, II. Guillemette, III. Denise, IV. Tante Angelika, V. Paris, [Hommage à J.-Ph. Rameau], VI. Quoneschi; nach Figuren von Gottfried Kellers Novelle Die Berlocken). Edition Kunzelmann 1980.